# Gila Hot Springs
Gila Hot Springs es un lugar designado por el censo ubicado en el condado de Grant en el estado estadounidense de Nuevo México. En el Censo de 2020 tenía una población de 35 habitantes y una densidad poblacional de 8,20 habitantes por km². Fue incluido como CDP en el censo de 2020.

## Geografía
Gila Hot Springs se encuentra ubicado en las coordenadas 33°11′25″N 108°12′16″O / 33.19028, -108.20444. Según la Oficina del Censo de los Estados Unidos,  tiene una superficie total de 4,27 km², todos correspondientes a tierra firme.